# Unity (játékmotor)
A Unity egy videójáték-motor, amelyet a Unity Technologies fejleszt. A Unity segítségével háromdimenziós illetve kétdimenziós videójátékokat, ezen kívül egyéb interaktív jellegű tartalmakat lehet létrehozni, például építészeti látványterveket vagy valós idejű háromdimenziós animációkat. Többek között előnye, hogy a szoftver képes nagyméretű adatbázisokat kezelni, kihasználni a kölcsönhatások és animációk képességeit, előre kiszámított vagy valós idejű világítást biztosítani. Továbbá használható geometriai eszközcsomagok továbbítására, illetve viselkedési elemek hozzáadására egyes objektumokhoz. Ezek mellett a játékmotor folyamatosan megőrzi a végleges változat megjelenítését.
A Unity szoftverrel való videójáték-készítés lehetséges Microsoft Windows vagy Mac OS X operációs rendszerek használatával, a játékmotor segítségével létrehozott játékok pedig futtathatók Windows, a Mac OS X, Xbox 360, PlayStation 3, Wii, iPad, iPhone vagy Android alatt. 2012 júniusában bejelentették, hogy a Unity a Linux rendszert is támogatni fogja. A Unitynek  két főbb alkotó része van: az egyik játékok fejlesztésére és tervezésére használható szerkesztő, a másik pedig maga a videójáték-motor, amely a végleges változat kivitelezésében nyújt segítséget, ám háromdimenziós modelleket nem képes létrehozni, így azokhoz mindenképp szükséges egy 3D modellező program. A Unity több tulajdonságában is hasonlóságot mutat az Adobe Director, a Blender, a Virtools, a Torque Game Builder és a Gamestudio rendszerekkel, amelyek szintén integrált grafikai környezetet használnak a játékfejlesztés elsődleges módszereként.
A Unity videójáték-motort megjelenése óta több díjjal is jutalmazták. 2010-ben a szoftverek kategóriájában elnyerte a Technológiai Innovációs Díjat, amelyet a The Wall Street Journal című amerikai napilap ad át minden évben. 2006-ban az Apple Design Awards díjátadón a játékmotor második helyezést ért el a Mac OS X rendszereken futtatható legjobb grafikus szoftvereket elismerő kategóriában. A díjat végül egy háromdimenziós modellező szoftver, a modo kapta meg.